# Pregnana Milanese
Pregnana Milanese là một đô thị ở tỉnh Milano, vùng Lombardia, Italia. Đô thị này có diện tích 4,93 km2, dân số là 5989 người.
Khu vực này có độ cao 154 mét trên mực nước biển.